# 삭제주의
삭제주의(Deletionism)는 위키 이용자의 성향 중 하나이며, 분할되어 있는 문서를 삭제하여 하나의 문서에 정보를 통합하거나, 혹은 문서의 내용을 제거하는 것을 지향하는 사람들을 지칭하는 용어이다. 삭제주의 성향의 사용자들은 포괄주의 성향의 사용자들과 마찰을 겪기도 한다.
간혹 중요한 내용까지 지워버리기도 하며, 많은 사람들이 공유하고 있지만 출처가 아직 기재되지 않은 문단을 삭제하기도 한다. 이러한 특성 탓에, 삭제주의 이용자들은 종종 반달리즘과 헷갈리기도 한다. 반달리즘 역시 교묘하게 정보를 삭제하거나 왜곡을 일삼는 부류가 존재하지만, 삭제주의 성향의 사용자들 역시 지나칠 정도로 데이터를 삭제하는 강경한 사람들도 있기에 반달리즘과 동일선상에 올려지기도 한다.

## 같이 보기
메타 위키의 삭제주의